# Château d'eau de la rue Na Grobli de Wrocław

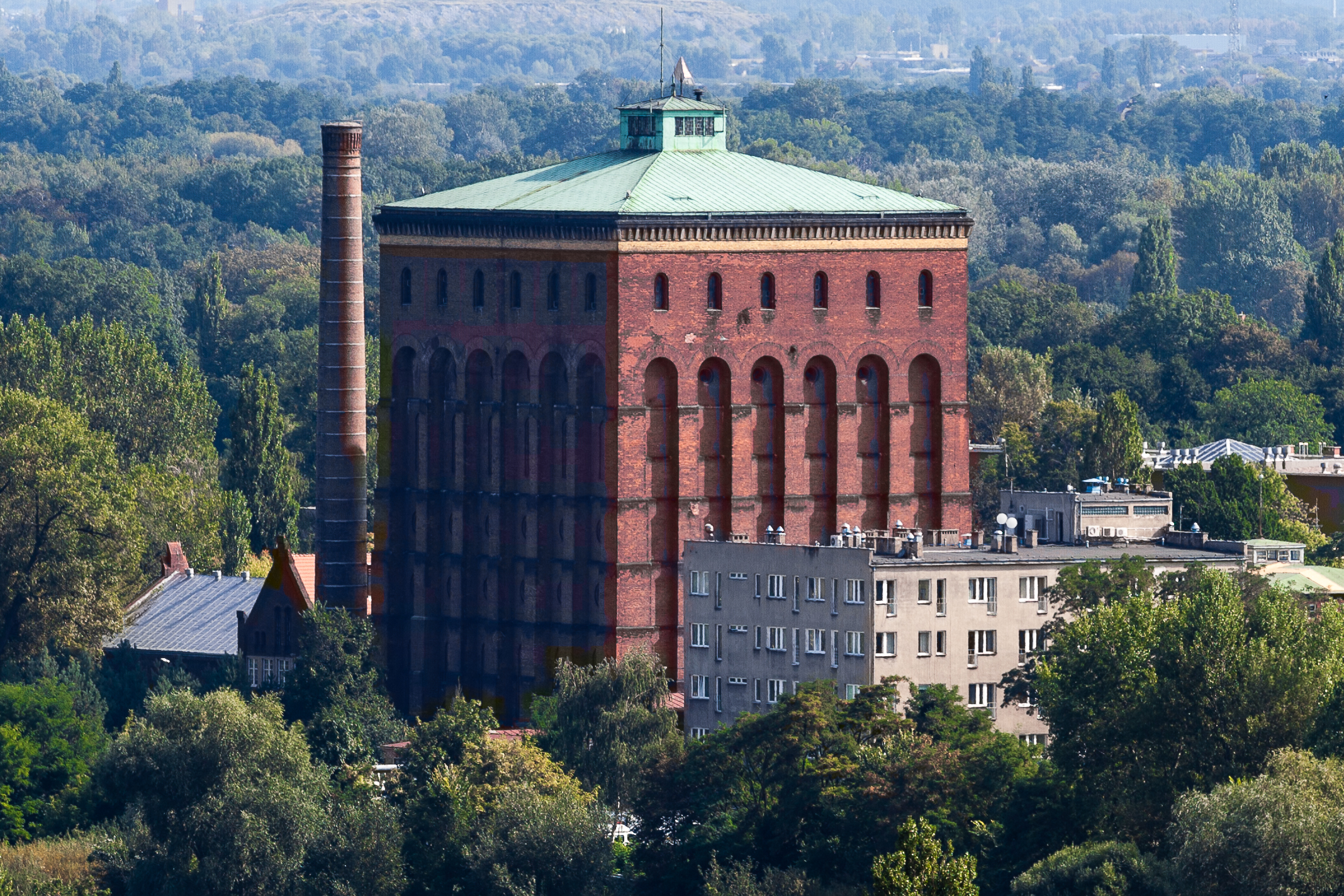
Le château d'eau de la rue Na Grobli (2012)

Le château d'eau de la rue Na Grobli est un château d'eau de la ville polonaise de Wrocław, l'un des plus vieux édifices techniques de la ville. Construit comme l'élément clé du projet de James Moore pour l'approvisionnement en eau de 200 000 habitants, il a été revu et corrigé par le conseiller municipal en architecture Johann Christian Zimmermann pour adopter une architecture de style historiciste.

## Historique
Construit de 1866 à 1871 pour un coût total de 3 millions de marks, mis en service le 1er août 1871, il est composé à l'intérieur d'un réservoir en plaques d'acier rivetées ainsi que de sa machinerie. En 1902 on construisit un deuxième réservoir en béton armé, et la capacité totale du château d'eau atteignit 4 150 m3. la machinerie (à partir de 1879) fut à l'origine composé d'une pompe à vapeur de système Woolf réalise à Wrocław par Ruffer G. H. selon le projet de l'ingénieur Thometzk, elles furent remplacées en 1924 par des turbines à vapeur de système Zoell. Jusqu'à aujourd'hui est conservé dans le château d'eau le plus ancien des portiques de manutention, datant de 1871.
Cette machinerie fut en service jusqu'à la fin de l'exploitation du château d'eau dans les années 1960. Aujourd'hui l'édifice (toujours en parfait état de conservation) avec ses nombreux détails architecturaux datant du XIXe siècle (par exemple le plus haut escalier en spirale richement décoré en fonte en Pologne) est un imposant témoin de l'histoire de la technique universel.
Dans les années 1990 est née l'idée d'y créer un musée de la technique, mais le projet ne fut jamais mené à son terme. Actuellement, l'édifice appartient toujours à la compagnie municipale des eaux et canalisations, et il est souvent utilisé (depuis avril 2000) par la troupe théâtrale Ad Spectatores, qui y présente ses œuvres.